# 頂生海百合
頂生海百合（學名：Apiocrinites）是一屬已滅絕的海百合，其化石主要分布在亞洲及歐洲。牠們的結構結實，長有狹窄的、圓柱形並且呈錐狀縮小的莖，以及附著於基座上呈不規則錐形的根。鱗莖狀的萼是由放大的莖板、兩圈萼骨板以及腕的基座所組成。牠們有十條腕，每條腕各分叉一次，並且相互對稱。冠部呈象牙形。頂生海百合生活在海底，附著在堅實、水流很急的海床上，利用其腕過濾水中的食物。牠們的殘體最常以花盤狀萼骨板或莖板的形式被發現。莖和吸附器官的表面常常被苔蘚蟲和龍介蟲所佔據。

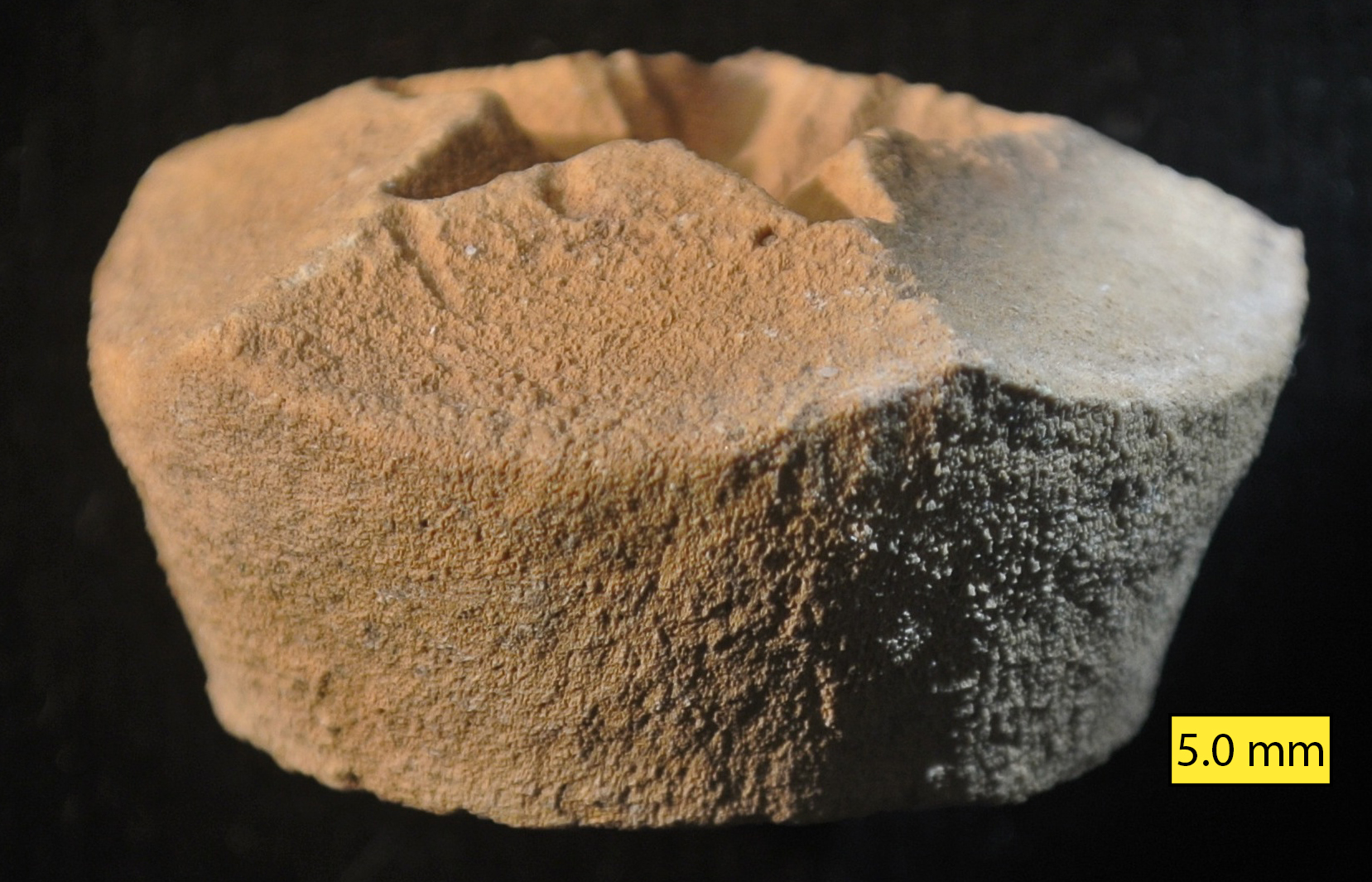
Apiocrinites negevesis